# European Darts Tour 2021
Die European Darts Tour 2021 war die zehnte Austragung der Dartsturnierserie in der PDC. Sie war ein Teil der PDC Pro Tour 2021 und bestand aus verschiedenen Turnieren in Kontinentaleuropa. Aufgrund der COVID-19-Pandemie und dem damit verbundenen Zeitplan der PDC fanden nur zwei Turniere statt. Mit der Hungarian Darts Trophy wurde dabei erstmals ein Turnier in Ungarn ausgetragen.
Die dortigen Ergebnisse hatten Einfluss auf die PDC Pro Tour Order of Merit, die für die Qualifikation mehrerer Major-Turniere mitverantwortlich ist, sowie auf die European Tour Order of Merit, welche die Grundlage für die European Darts Championship 2021 war.

## Vor den Turnieren
Aufgrund der COVID-19-Pandemie war lange unklar, wann und ob es eine European Tour im Jahr 2021 geben würde. Am 29. Juni 2021 wurde durch die PDC offiziell verkündet, dass es im Anschluss an die ersten Turniere der PDC Challenge Tour 2021 erste Qualifikationsturniere ausgetragen werden sollen.
Am 1. Juli 2021 wurden dann schließlich die ersten zwei European Tour-Events, die Hungarian Darts Trophy und die Gibraltar Darts Trophy, offiziell verkündet. Außerdem wurden die weiteren Qualifikationsmöglichkeiten vorgestellt. Dabei wurde auch verkündet, dass es ein Qualifikationsturnier zusätzlich für ein etwaiges drittes Event geben wird.
Nachdem jedoch ein dritter Tour Card Holder-Qualifier bereits gespielt wurde, sind weitere Associate Member-Qualifier nicht ausgetragen worden, womit inzwischen feststeht, dass das dritte European Tour-Event nicht gespielt wird. Für dieses dritte Event ursprünglich qualifizierte Spieler sind nun automatisch für das erste Event der European Darts Tour 2022 qualifiziert.

## Qualifikationsmodus
Wie im Vorjahr qualifizierten sich zunächst die Top 16 Spieler der PDC Pro Tour Order of Merit, welche in der zweiten Runde gesetzt waren. Des Weiteren qualifizierten sich automatisch die beiden höchstplatzierten Spieler aus dem Land, in dem das Turnier stattfand. Diese Spieler mussten ihr erstes Spiel gewinnen, damit ihr erhaltenes Preisgeld in der PDC Order of Merit verrechnet wird.
Über einen Tour Card Qualifier qualifizierten sich insgesamt 24 Spieler. Zwei weitere Spieler kamen je über dem Nordic & Baltic Qualifier und den East Europe Qualifier zu den Turnieren. Die Zahl der Qualifikationsplätze im Host Nation Qualifier ist auf 2 begrenzt. Da jedoch in diesem Jahr beide Gastgeberländer keinen Spieler in der PDC Order of Merit stellten, wurden hier jeweils vier Startplätze vergeben. Die letzten zwei Startplätze wurden in zwei Associate Member Qualifiers (UK und Rest of the World) an Spieler vergeben, die bei der Q-School keine Tour Card erspielen konnten.

## Spielorte
Gespielt wurde in Ungarn und Gibraltar.
| Budapest |

| Gibraltar |

## European Tour Events
Dies waren die European Darts Tour Events im Jahr 2021:
| Nr. | Datum             | Event                  | Austragungsort                   | Sieger       | Ergebnis | Finalist        |
| --- | ----------------- | ---------------------- | -------------------------------- | ------------ | -------- | --------------- |
| 1   | 3.–5. September   | Hungarian Darts Trophy | Budapest, Papp László Sportaréna | Gerwyn Price | 8:2      | Michael Smith   |
| 2   | 24.–26. September | Gibraltar Darts Trophy | Gibraltar, Europa Sports Park    | Gerwyn Price | 8:0      | Mensur Suljović |

## Format
Wie ab der European Darts Tour 2018 üblich, wurde das Halbfinale in der Distanz best of 13 legs und das Finale best of 15 legs gespielt. Die anderen Partien wurden im Modus best of 11 legs gespielt.

## Preisgeld
Pro Turnier wurden insgesamt £ 140.000 an Preisgeldern ausgeschüttet. Das Preisgeld verteilte sich unter den Teilnehmern wie folgt:
| Position (Anzahl der Spieler) | Position (Anzahl der Spieler) | Preisgeld |
| ----------------------------- | ----------------------------- | --------- |
| Gewinner                      | (1)                           | £ 25.000  |
| Finalist                      | (1)                           | £ 10.000  |
| Halbfinalisten                | (2)                           | £ 6.500   |
| Viertelfinalisten             | (4)                           | £ 5.000   |
| Achtelfinalisten              | (8)                           | £ 3.000   |
| Verlierer der 2. Runde        | (16)                          | £ 2.000   |
| Verlierer der Vorrunde        | (16)                          | £ 1.000   |
|                               |                               |           |
|                               |                               | £ 140.000 |

## European Tour Order of Merit
Die Top 32 der European Tour Order of Merit waren für die European Darts Championship 2021 qualifiziert.
| Platz | Spieler            | Preisgeld |
| ----- | ------------------ | --------- |
| 01    | Gerwyn Price       | £50,000   |
| 02    | Mensur Suljović    | £10,000   |
| 03    | Brendan Dolan      | £10,000   |
| 04    | Michael Smith      | £10,000   |
| 05    | Nathan Aspinall    | £9,500    |
| 06    | José de Sousa      | £9,500    |
| 07    | Simon Whitlock     | £8,500    |
| 08    | Michael van Gerwen | £8,000    |
| 09    | James Wade         | £8,000    |
| 010   | Joe Cullen         | £8,000    |
| 011   | Luke Humphries     | £7,500    |
| 012   | Damon Heta         | £6,000    |
| 013   | Krzysztof Ratajski | £5,000    |
| 014   | Rob Cross          | £5,000    |
| 015   | Peter Wright       | £5,000    |
| 016   | Adam Gawlas        | £5,000    |
| 17    | Joe Murnan         | £4,000    |
| 018   | Florian Hempel     | £4,000    |
| 019   | Keane Barry        | £4,000    |
| 020   | Danny Noppert      | £3,000    |
| 021   | Gabriel Clemens    | £3,000    |
| 022   | Callan Rydz        | £3,000    |
| 023   | Ted Evetts         | £3,000    |
| 024   | Adam Smith-Neale   | £3,000    |
| 025   | Boris Krčmar       | £3,000    |
| 026   | William Borland    | £3,000    |
| 027   | Lewis Williams     | £3,000    |
| 028   | Mervyn King        | £2,000    |
| 029   | Ryan Searle        | £2,000    |
| 030   | Kim Huybrechts     | £2,000    |
| 031   | Adam Hunt          | £2,000    |
| 032   | Ritchie Edhouse    | £2,000    |

## Deutschsprachige Teilnehmer
Im Folgenden werden die Ergebnisse aller deutschsprachigen Teilnehmer aufgelistet.
| Land        | Spieler          | Hungarian Darts Trophy | Gibraltar Darts Trophy |
| ----------- | ---------------- | ---------------------- | ---------------------- |
| Deutschland | Gabriel Clemens  | nicht qualifiziert     | Achtelfinale           |
| Deutschland | Florian Hempel   | 2. Runde               | 2. Runde               |
| Deutschland | Martin Schindler | nicht qualifiziert     | 1. Runde               |
| Osterreich  | Mensur Suljović  | 2. Runde               | Finale                 |